# Драгош-Воде
Драгош-Воде (рум. Dragoș Vodă) — село у повіті Келераш в Румунії. Входить до складу комуни Драгош-Воде.
Село розташоване на відстані 84 км на схід від Бухареста, 29 км на північний захід від Келераші, 120 км на захід від Констанци, 129 км на південний захід від Галаца.

## Населення
За даними перепису населення 2002 року у селі проживали 2417 осіб. Рідною мовою 2416 осіб (> 99,9%) назвали румунську.
Національний склад населення села:
| Національність | Кількість осіб | Відсоток |
| -------------- | -------------- | -------- |
| румуни         | 2368           | 98,0%    |
| цигани         | 48             | 2,0%     |